# 安福街遊樂場

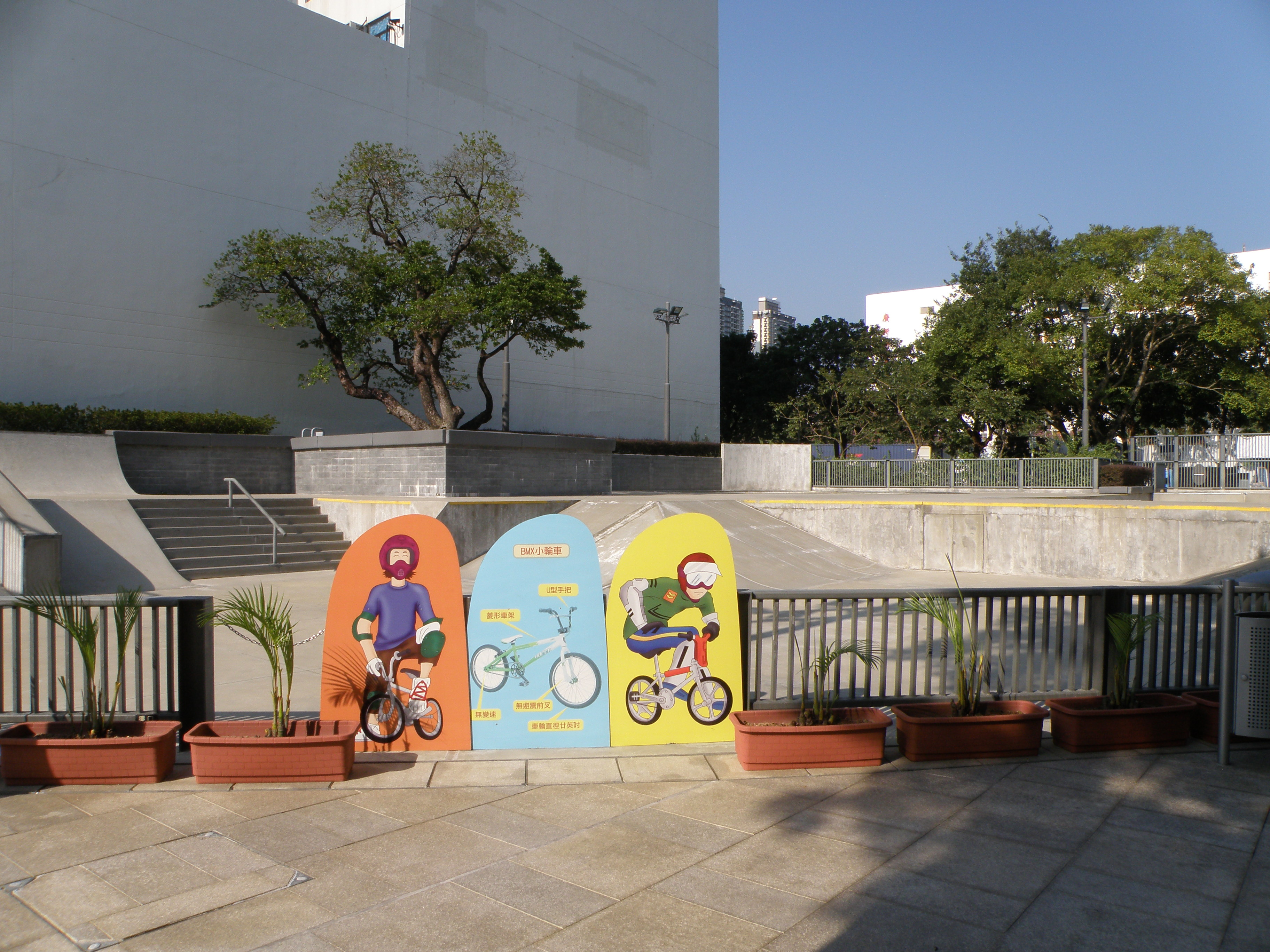
安福街遊樂場極限運動設施。

安福街遊樂場（英語：On Fuk Street Playground）位於香港新界北區粉嶺安福街，耗資2,500萬港元興建，於2012年年中落成，並於同年12月啟用，由康樂及文化事務署管理。

## 設施
- 極限運動設施；需要通過由康樂及文化事務署及香港單車聯會（參與了安福街遊樂場的策劃、場地設計，並且擔當顧問，於工程完成後，進行實地測試，及建議改善工程等）合作舉辦的考核，獲得牌照方可使用。資深玩家狠批考牌制度荒謬，令場地成為私人俱樂部[1]。

## 鄰近
- 安樂門街遊樂場

## 相關參見
- 香港公園列表